# Beyrouth, jamais plus
Pour plus de détails, voir Fiche technique et Distribution.
Beyrouth, jamais plus est un documentaire français réalisé par Jocelyne Saab en 1976, au Liban.

## Synopsis
Après un an de conflit sanglant, Beyrouth est coupée en deux. Jocelyne Saab déambule dans la ville  à l’heure où les milices sont au repos, et filme de sa ville ce qui tente de survivre.

## Au sujet du film
Pour ce film, Jocelyne Saab a demandé la coopération d’Etel Adnan, poétesse libanaise avec laquelle elle avait travaillé alors qu’elle était journaliste stagiaire dans un journal de presse écrite au Liban. Etel Adnan a écrit le texte en regardant le montage de Jocelyne Saab, et renforce avec ses mots la dimension poétique du film.
Ce film est représentatif des débuts du nouveau cinéma libanais, qui se caractérise par une nouvelle écriture documentaire et fictionnelle, loin de l’industrie cinématographique qui s’est développée dès le début des conflits au Liban. Avec ce film, Jocelyne Saab parcourt le Beyrouth de son enfance et montre ainsi les « points de rupture » qui ont démantelé sa ville. 
« Ghada Sayegh écrit ainsi que « Saab explore ainsi, à la suite de la rupture temporelle causée par la catastrophe, les liens possibles entre le passé et l’avenir, les traces de la disparition de Beyrouth pouvant paradoxalement former ce lien. »
Le film a connu un grand succès dans le monde arabe, particulièrement en Algérie : l’office du cinéma algérien a acquis le film tourné en 16 mm et a décidé de le gonfler en 35 mm afin d’être en mesure de le diffuser « dans tous les cinémas du pays »

## Fiche technique
- Titre : Beyrouth, jamais plus
- Réalisation : Jocelyne Saab
- Commentaire : Etel Adnan
- Image : Hassan Naamani, Jocelyne Saab
- Montage : Philippe Gosselet
- Musique : Siegfried Kessler
- Lu pour la version française : Jörg Stoecklin
- Lu pour la version anglaise : Jocelyne Saab
- Production : Jocelyne Saab
- Droits de diffusion : Nessim Ricardou
- Format : couleur - 1,66:1- Mono- 16/35 mm
- Genre : documentaire
- Durée : 35 minutes